# Juan Salvo y Vela
Juan Salvo y Vela (¿? - Madrid, 1720), dramaturgo y censor de comedias español.
Dramaturgo y censor de comedias, era sastre de oficio. Se fecha su producción dramática entre 1706 y 1720. Es autor de una famosa comedia de magia, El mágico de Salerno, Pedro Vayalarde, de la que escribió cinco partes; la primera se estrenó en 1715 y la última en 1720, con éxito formidable. Por otra parte, compuso también bastantes comedias de tema religioso o de santos, como Las dos antorchas de Dios (1706), San Ambrosio (1712), Hasta lo insensible adora (zarzuela de 1713), Amar sobre todo a Dios (1714), La luz hija de la sombra (1715), Santa Catalina de Siena (1719). De otra inspiración son La vizcondesa y la boda y Cubielos (entremés de 1716), y La tragedia de Lucrecia (1719).  Moratín y Menéndez Pelayo, en su crítica al teatro popular del XVIII, lo tenían por un coplero ínfimo que halagaba los gustos populares.

## Fuente
- Javier Huerta, Emilio Peral, Héctor Urzaiz, Teatro español de la A a la Z.. Madrid: Espasa, 2005.